# إرينا رودريغوس
إرينا رودريغوس (بالبرتغالية: Irina Rodrigues‏) هي منافسة ألعاب القوى برتغالية، ولدت في 5 فبراير 1991 في ليريا في البرتغال.

## وصلات خارجية
- إرينا رودريغوس على موقع الاتحاد الدولي لألعاب القوى (الإنجليزية)
- إرينا رودريغوس على موقع الاتحاد الأوروبي لألعاب القوى (الإنجليزية)
- إرينا رودريغوس على موقع الدوري الماسي (الإنجليزية)
- إرينا رودريغوس على موقع اللجنة الأولمبية الدولية (الإنجليزية)
- إرينا رودريغوس على موقع أوليمبيديا (الإنجليزية)